# Kolju Fičeto

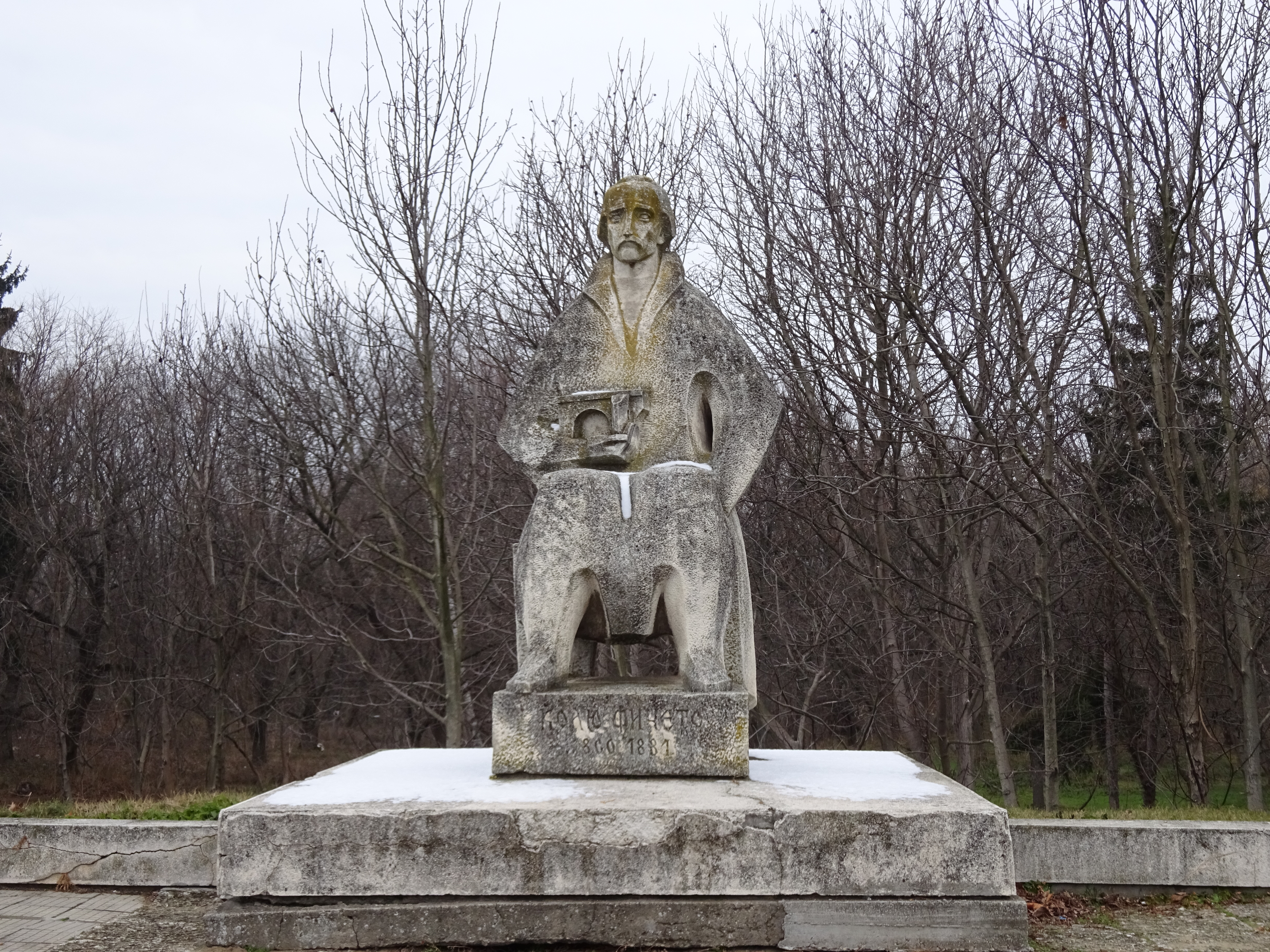
Statua raffigurante Kolju Fičeto nei pressi del Ponte Belenski

Nikola Ivanov Fičev, noto soprattutto come Kolju Fičeto (dal bulgaro Никола Иванов Фичев, Колю Фичето o Уста Колю Фичето; Drjanovo, 1800 – Veliko Tărnovo, 1881), è stato un architetto e scultore bulgaro.

## Biografia
Kolju Fičeto nacque nel 1800 nel villaggio di Drjanovo, ad una ventina di chilometri da Gabrovo. Rimasto orfano all'età di tre anni, a dieci anni iniziò ad imparare il mestiere di muratore. Cambiò numerosi maestri, studiando come apprendista nella vicina cittadina di Trjavna, a Coriza in Albania, a Veliko Tărnovo e a Bracigovo, familiarizzando così con diversi tipi di architettura e imparando a tagliare la pietra e ad intagliare il legno.
Oltre al bulgaro, era in grado di parlare fluentemente in turco, greco, serbo e romeno.
All'età di 33 anni fu riconosciuto giovane maestro costruttore, un titolo che raramente era dato a persone così giovani. Nel 1835 lavorò come apprendista di Ivan Davdata alla costruzione della chiesa di San Nicola a Veliko Tărnovo e quando il suo maestro si ammalò lasciò a lui la direzioni dei lavori, conclusisi l'anno successivo. Da quel momento Fičeto fu riconosciuto come maestro costruttore e divenne ben presto uno degli architetti più richiesti della regione.
Morì a Veliko Tărnovo nel 1881. È oggi ricordato come uno dei principali architetti bulgari del XIX secolo e a lui sono dedicati, tra le altre cose, un museo nella natia Drianovo, un quartiere di Veliko Tărnovo e un tratto di costa dell'Isola Livingston in Antartide. Il suo volto è ritratto sulla banconota bulgara da 2000 lev.

## Opere
Nel corso della sua vita Fičeto realizzò decine di chiese, monasteri, locande, abitazioni e quattro ponti, soprattutto nella regione tra Veliko Tărnovo e Svištov. Quando prendeva un incarico era solito fare un sopralluogo sul posto, disegnare un progetto dettagliato e da quello realizzare un modellino in legno, quindi incaricare uno dei suoi apprendisti di seguire i lavori.
Tra le sue opere più famose è possibile citare:
- Il Ponte Coperto di Loveč (1882)
- Il Ponte Belenski sul fiume Jantra presso la città di Bjala (1867)
- La chiesa della Santissima Trinità di Svištov
- Il municipio ottomano di Veliko Tărnovo (1874)
- La Casa con la scimmia a Veliko Tărnovo
- La locanda di Hadži Nikoli a Veliko Tărnovo
- Il monastero della Trasfigurazione vicino a Veliko Tărnovo
- La chiesa di San Nicola a Drjanovo (1851)
- La chiesa dei Santi Costantino ed Elena a Veliko Tărnovo
- La chiesa della Natività di Maria a Veliko Tărnovo

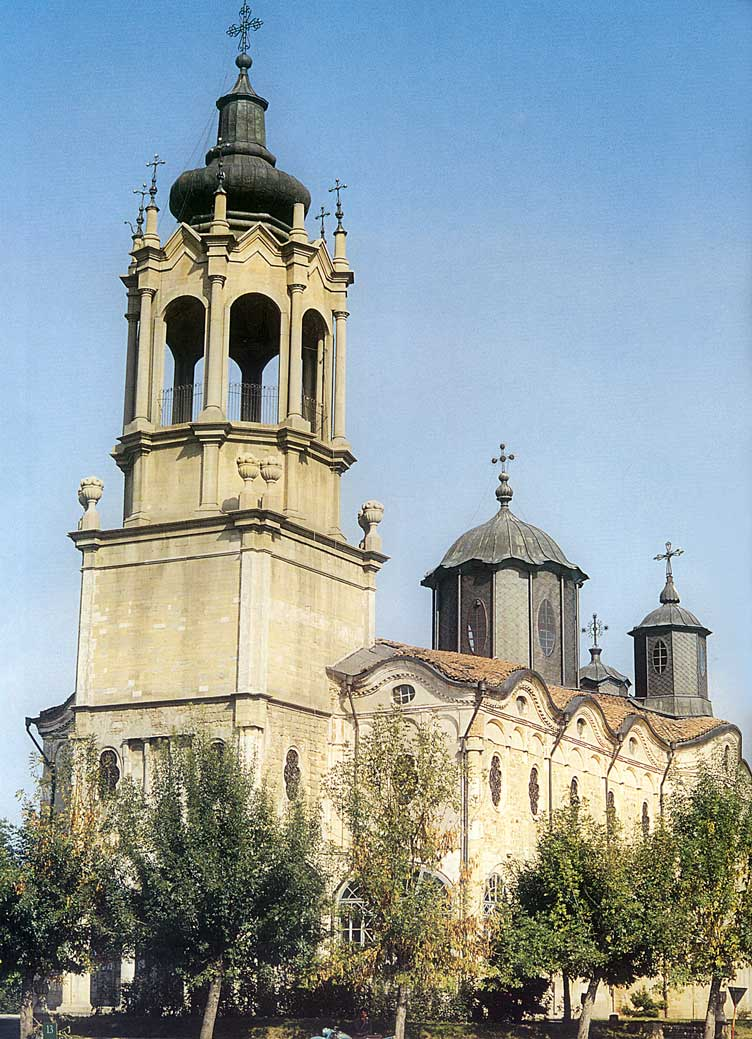
La chiesa della Santissima Trinità di Svištov
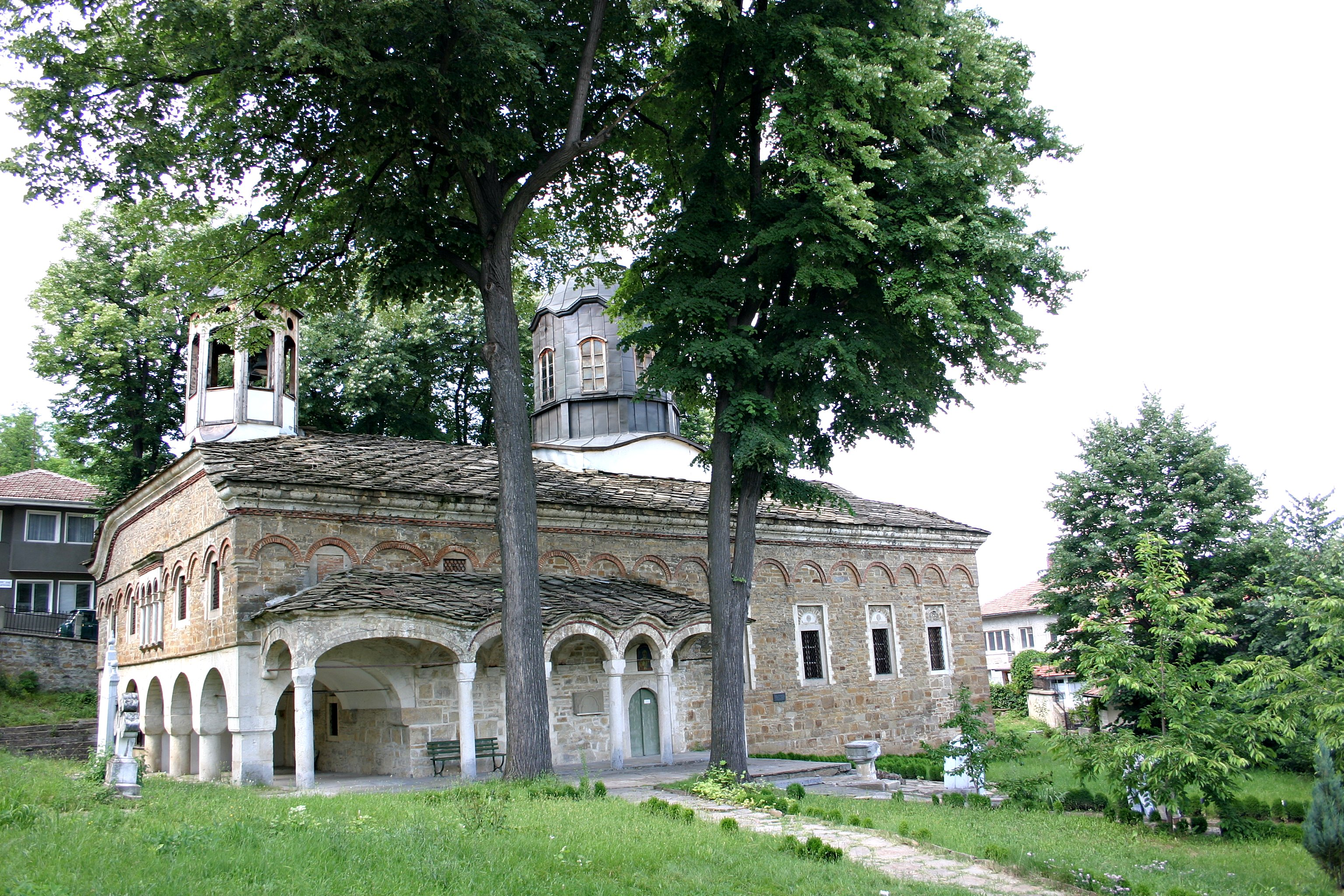
La chiesa di San Nicola a Drjanovo
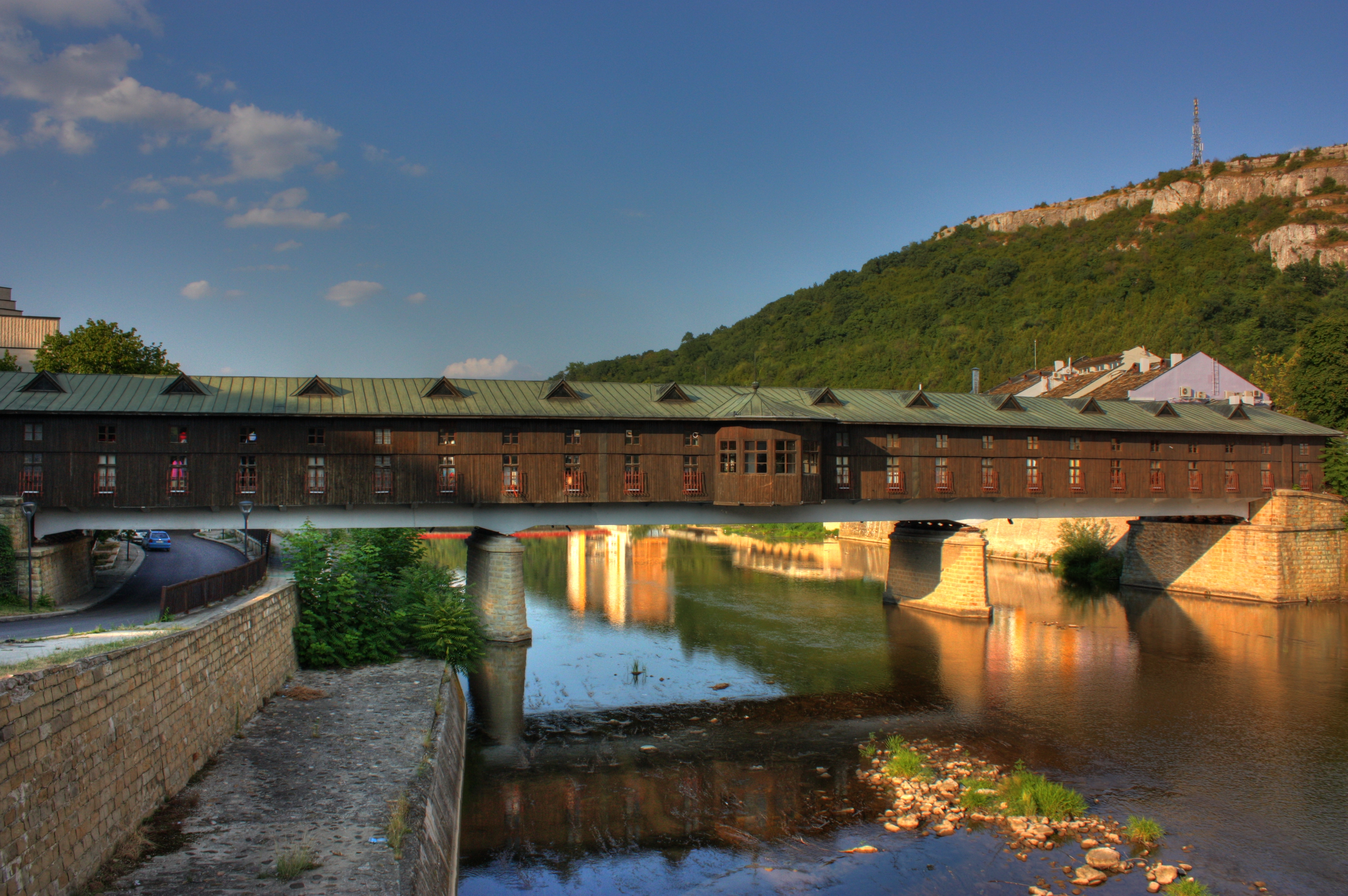
Il Ponte Coperto di Loveč
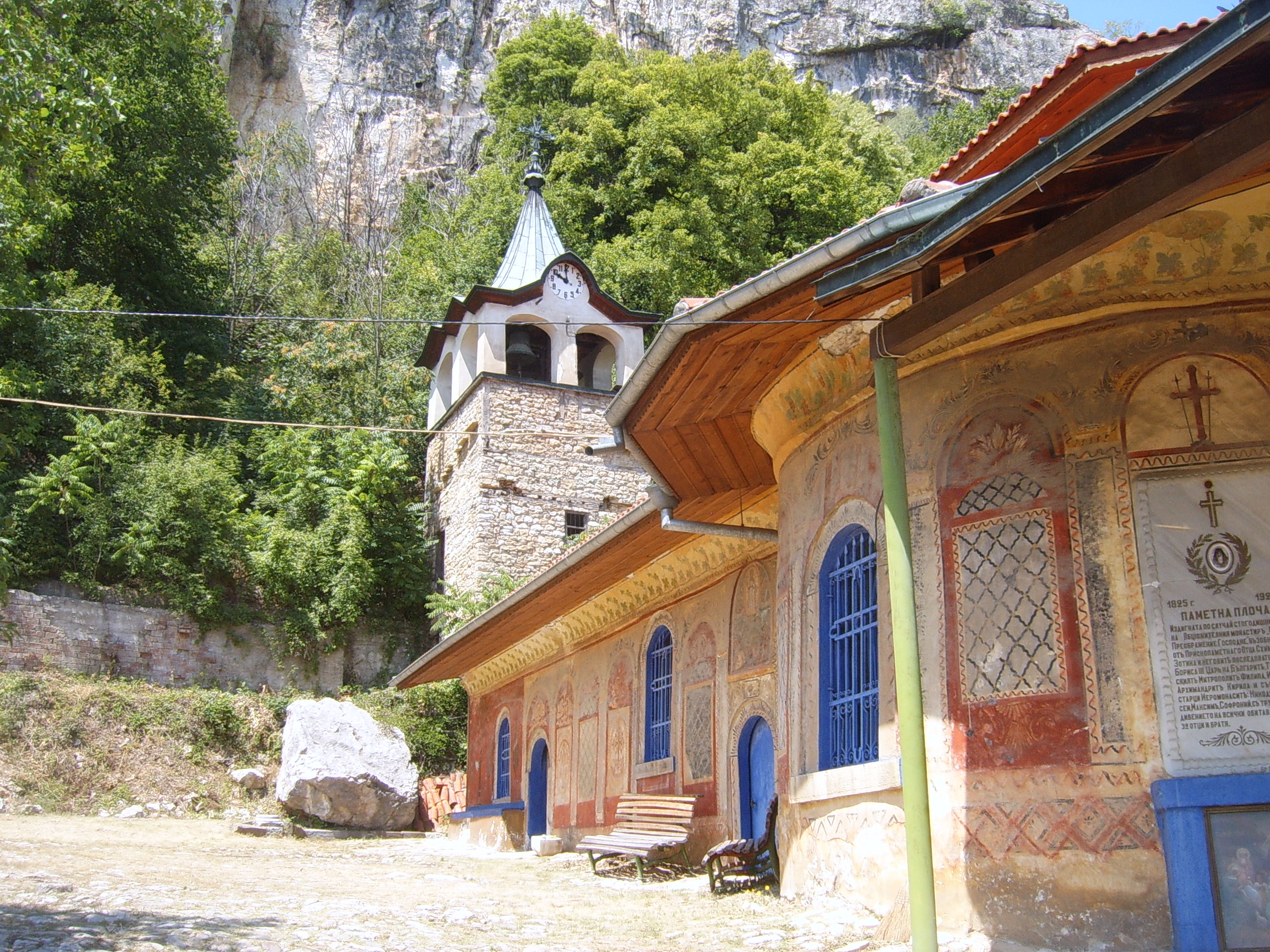
Il monastero della Trasfigurazione vicino a Veliko Tărnovo
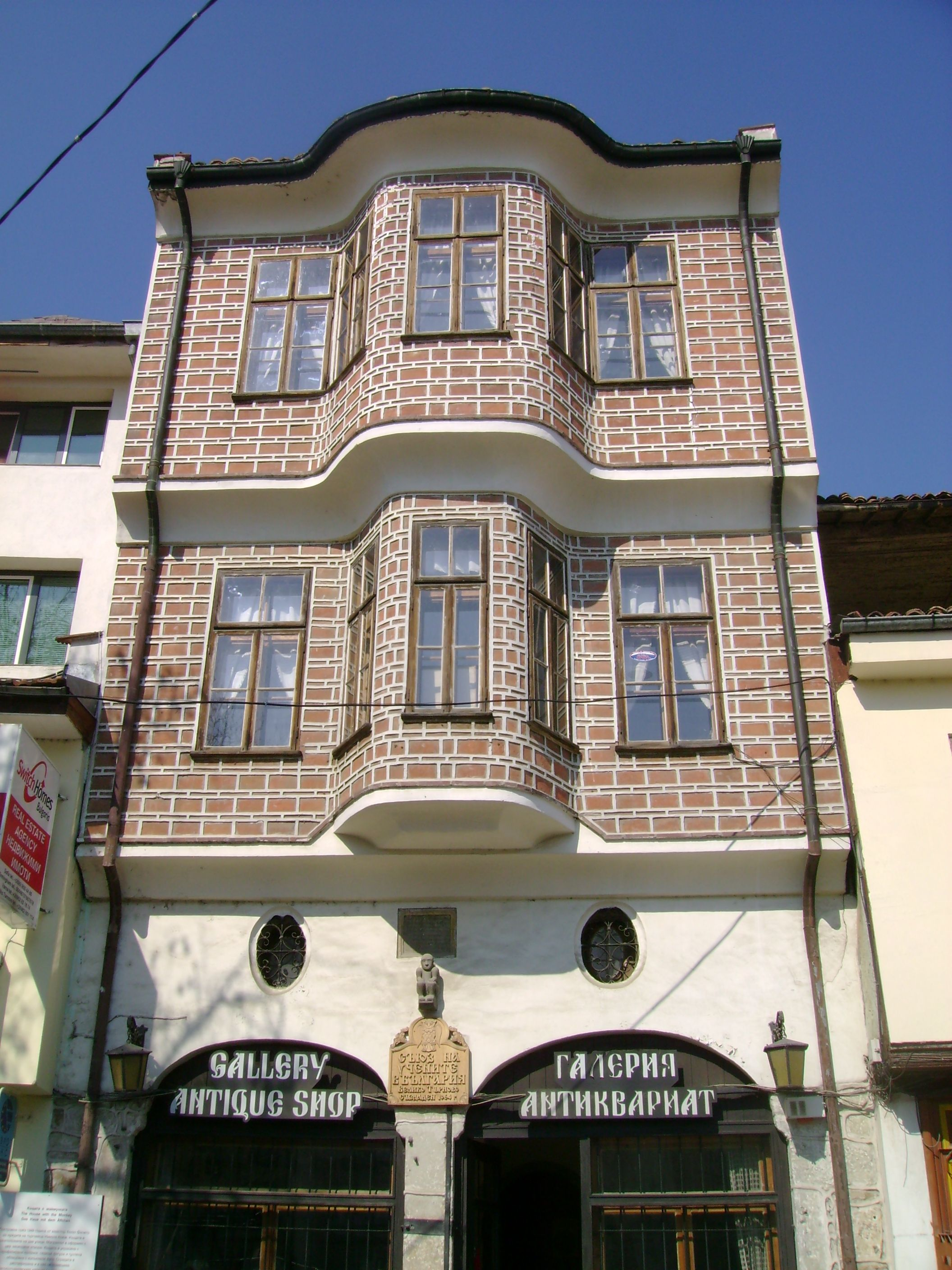
La Casa con la scimmia a Veliko Tărnovo
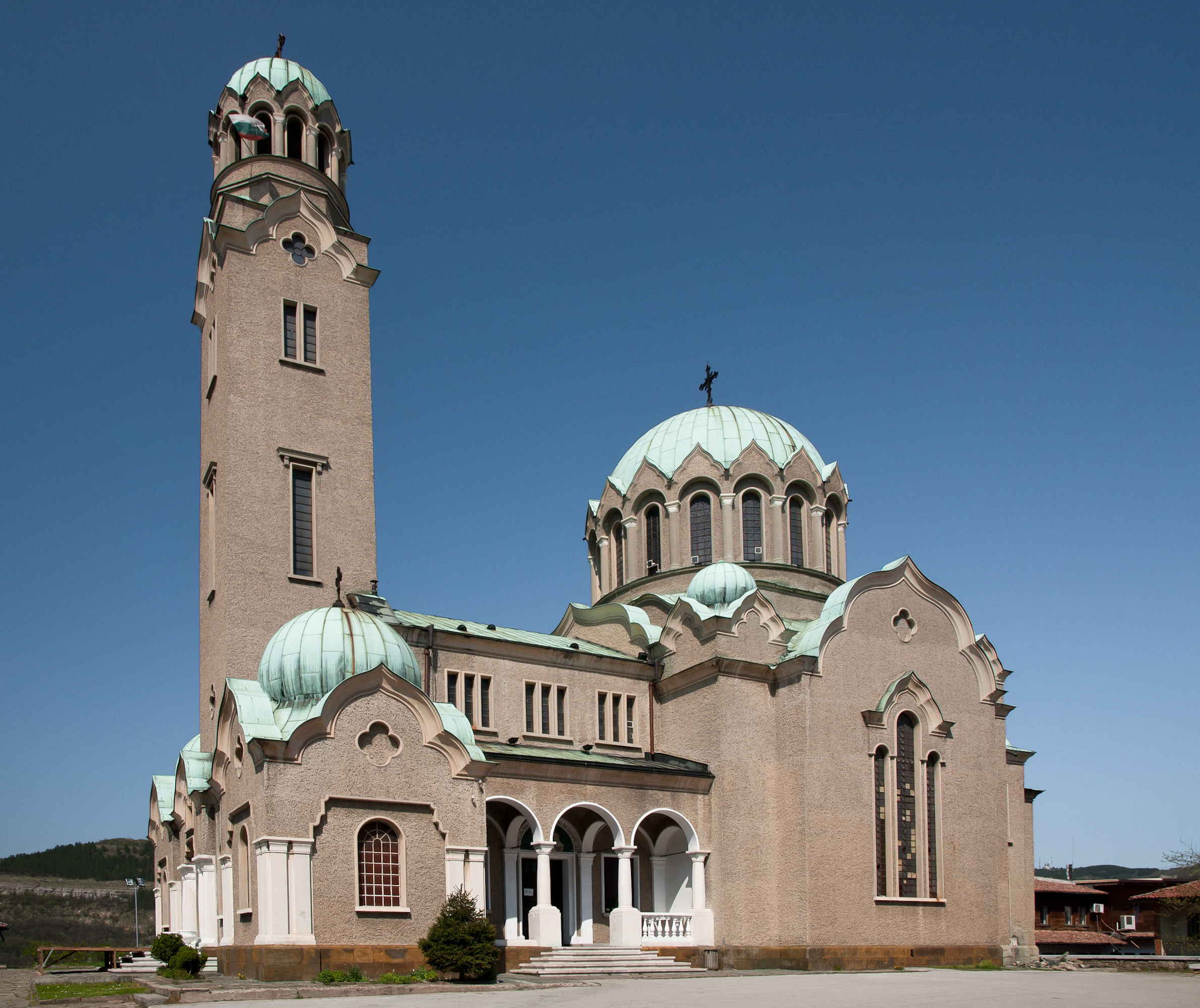
La chiesa della Natività di Maria a Veliko Tărnovo